# Беспутін Олександр Олександрович
Беспутін Олександр Олександрович (рос. Беспутин Александр Александрович; 26 квітня 1991, Каменськ-Уральський, Свердловська область) — російський професійний боксер, чемпіон Європи, призер Європейських ігор серед аматорів.

## Аматорська кар'єра
Олександр Беспутін займався боксом зі шкільних років. 2005 року він став чемпіоном Європи серед юніорів, 2006 року завоював срібну медаль чемпіонату Європи серед юніорів, а 2007 року завоював бронзову медаль на чемпіонаті світу серед юніорів.
2009 року Беспутін став чемпіоном Європи серед молоді.
2012 року він став чемпіоном Росії у напівсередній вазі. 2013 року завоював звання чемпіона Європи.
У півфіналі він був сильнішим за Богдана Шелестюка (Україна) — 3-0, а у фіналі переміг Араїка Марутяна (Німеччина) — 3-0.
На чемпіонаті світу 2013 після двох перемог Беспутін програв у чвертьфіналі Габріелю Маестре (Венесуела) — 0-3.
В сезоні 2013/2014 року виступав в боксерській лізі World Series Boxing (WSB) у складі російської команди. Беспутін виграв три своїх боя.
На Європейських іграх 2015 в категорії до 69 кг зайняв друге місце.
- В 1/8 фіналу переміг Юба Сіссохо (Іспанія) — 3-0
- У чвертьфіналі переміг Сулейман Сіссоко (Франція) — 3-0
- У півфіналі переміг Ярослава Самофалова (Україна) — 3-0
- У фіналі програв Парвізу Багірову (Азербайджан) — 0-3

## Професіональна кар'єра
2015 року Олександр Беспутін дебютував на професійному рингу і досяг рекорду 13-0, отримавши можливість 30 листопада 2019 року вийти на бій за титул «регулярного» чемпіона за версією WBA у напівсередній вазі проти співвітчизника Раджаба Бутаєва. Поєдинок завершився перемогою Беспутіна одностайним рішенням суддів, але після бою з'ясувалося, що Беспутін провалив допінг-тест, після чого WBA позбавила його титулу і дискваліфікувала на шість місяців.